# Chrono des Nations-Les Herbiers-Vendée féminin 2003
La 17e édition du Chrono des Nations-Les Herbiers-Vendée féminin a eu lieu le 19 octobre 2003. La course fait partie du calendrier international féminin UCI 2003 en catégorie 1.9.2. Elle est remportée par l'Australienne Margaret Hemsley.

## Récit de course
Il pleut durant la course. Joane Somarriba, championne du monde du contre-la-montre, est devancée de manière surprenante par Margaret Hemsley.

## Classements

### Classement final
| \| Classement général \| Classement général \| Classement général \| Classement général \| Classement général \| \| Coureur \| Coureur \| Pays \| Équipe \| Temps \| \| ------------------ \| --------------------- \| ------------------ \| ------------------------------ \| ------------------ \| \| 1re \| Margaret Hemsley \| Australie \| Equipe Nürnberger Versicherung \| 29 min 15 s \| \| 2e \| Joane Somarriba \| Espagne \| Bizkaia-Panda Spiuk-Durango \| + 44 s \| \| 3e \| Kathy Watt \| Australie \| \| + 1 min 00 s \| \| 4e \| Zulfiya Zabirova \| Russie \| Prato Marathon Bike \| + 1 min 34 s \| \| 5e \| Magalie Finot-Laivier \| France \| \| + 2 min 12 s \| \| 6e \| Marina Jaunâtre \| France \| \| + 3 min 04 s \| \| 7e \| Emmanuelle Merlot \| France \| \| + 3 min 33 s \| \| 8e \| Béatrice Thomas \| France \| GS Mazza \| + 3 min 49 s \| \| 9e \| Murielle Rideau \| France \| \| + 4 min 13 s \| \| 10e \| Ludivine Henrion \| Belgique \| \| + 4 min 30 s \| |                       |           |                                |              |
| |                       |           |                                |              |
| |                       |           |                                |              |
| Classement général |                       |           |                                |              |
| Coureur | Coureur               | Pays      | Équipe                         | Temps        |
| 1re | Margaret Hemsley      | Australie | Equipe Nürnberger Versicherung | 29 min 15 s  |
| 2e | Joane Somarriba       | Espagne   | Bizkaia-Panda Spiuk-Durango    | + 44 s       |
| 3e | Kathy Watt            | Australie |                                | + 1 min 00 s |
| 4e | Zulfiya Zabirova      | Russie    | Prato Marathon Bike            | + 1 min 34 s |
| 5e | Magalie Finot-Laivier | France    |                                | + 2 min 12 s |
| 6e | Marina Jaunâtre       | France    |                                | + 3 min 04 s |
| 7e | Emmanuelle Merlot     | France    |                                | + 3 min 33 s |
| 8e | Béatrice Thomas       | France    | GS Mazza                       | + 3 min 49 s |
| 9e | Murielle Rideau       | France    |                                | + 4 min 13 s |
| 10e | Ludivine Henrion      | Belgique  |                                | + 4 min 30 s |